# ماري من إنغيان
ماري من انغيان (بالفرنسية: Maria d'Enghien)‏ (مواليد 1367 أو 1370 - 9 مايو 1446) كانت كونتيسة ليتشي من 1384 وحتى 1446 وبعد زواجها الثاني ملكة نابولي واسميًا ملكة صقلية والقدس وهنغاريا (1406-1414).
| سبقها: ماري من لوزنيان | ملكة نابولي القرينة 1406 -6 أغسطس 1414 | تبعها: جاك الثاني بوربون        |
| بيتر من انغيان         | كونتيسة ليتشي 1384 - 1446              | جوفاني أنتونيو دل بالزو أورسيني |